# Du rififi chez les hommes
Du rififi chez les hommes  és una pel·lícula de ficció criminal francesa del 1955, adaptació de la novel·la homònima d'Auguste Le Breton. Dirigida pel cineasta estatunidenc de la llista negra Jules Dassin, la pel·lícula és protagonitzada per Jean Servais com l'envellit gàngster Tony "le Stéphanois", Carl Möhner com Jo "le Suédois" , Robert Manuel com Mario Farrati, i Jules Dassin com César "le Milanais". Els quatre s'uneixen per cometre un robatori gairebé impossible, el robatori d'una joieria exclusiva a la Rue de la Paix. La peça central de la pel·lícula és una complicada escena d'atracament de mitja hora que representa el crim amb detall, rodada gairebé en silenci, sense diàlegs ni música. El robatori fictici ha estat imitat pels delinqüents en crims reals d’arreu del món.
Després d'haver estat a la llista negra de Hollywood, Dassin va trobar feina a França on se li va demanar que dirigís Rififi. Malgrat el seu disgust per parts de la novel·la original, Dassin va acceptar dirigir la pel·lícula. Va rodar Rififi mentre treballava amb un pressupost baix, sense un repartiment estrella i amb el personal de producció treballant per sous baixos.
A l'estrena inicial de la pel·lícula, va rebre reaccions positives del públic i la crítica a França, els Estats Units i el Regne Unit. La pel·lícula li va valdre a Dassin el premi al Millor director al 8è Festival Internacional de Cinema de Canes. Rififi fou nominada pel National Board of Review a la millor pel·lícula estrangera. Rififi es va tornar a estrenar als cinemes tant el 2000 com el 2015 i encara és molt aclamada pels crítics de cinema moderns com una de les millors obres del cinema negre francès.

## Argument
Tony "le Stéphanois", un criminal que ha complert una pena de presó de cinc anys per un robatori de joies, està al carrer. El seu amic Jo s'acosta a ell sobre un atracament proposat per l'amic comú Mario en què el trio tallaria el vidre de la finestra d'un joier de París a plena llum del dia i agafaria algunes gemmes. Toni ho rebutja. Aleshores s'assabenta que la seva antiga xicota, Mado, es va relacionar en la seva absència amb el propietari d'una discoteca parisenca, Pierre Grutter. Trobant la Mado treballant a Grutter's, Tony la convida a tornar al seu pis degradat. Òbviament, està ben cuidada, i Tony la colpeja salvatgement per estar tan profundament involucrat amb Grutter. Tony canvia d'opinió sobre el robatori; ara accepta amb la condició que en comptes de només robar l'aparador, assumeixin la tasca més difícil però més lucrativa de robar la caixa forta de la botiga. Mario suggereix que utilitzin els serveis del compatriota italià César, un rebentador de caixes. Els quatre assagen un pla enginyós per entrar a la botiga i desactivar el seu sofisticat sistema d'alarma.
El grup cisella a través d'un sostre de ciment des d'un pis de dalt un diumenge a la nit. S'ha completat l'entrada de suspens i els criminals semblen escapar sense deixar cap rastre de la seva identitat. Tanmateix, sense que els altres ho sàpiguen, César es va embutxacar un anell de diamants per a la seva amant Viviane, una cantant del club de Grutter. El atracament és titular a les notícies i els quatre homes s'organitzen per amagar el botí amb un contacte de Londres. Mentrestant, Grutter va veure la Mado i les seves ferides, i trenca la seva relació. Enfurismat per la interferència d'en Tony en la seva vida, Grutter dóna heroïna al seu germà drogaddicte Rémy i li diu que assassini en Tony. Però aleshores, l'altre germà Grutter, Louis, els ensenya el diamant que César va donar a Viviane i s'adonen que César, Mario i Tony van ser els responsables del robatori de la joia. Grutter obliga a Cèsar a confessar. Esperonat per la recompensa policial de 10 milions de FF, Grutter decideix robar les joies de la banda de Tony, Rémy assassina brutalment Mario i la seva dona Ida quan es neguen a revelar on s'amaga el botí. Tony ho recupera de l'apartament de la parella i els paga de manera anònima un esplèndid funeral. Aleshores va a buscar a Grutter i ensopega amb el Cèsar captiu, que confessa haver-se xivat. Citant "les regles", Tony el mata amb pena.
Mentrestant, buscant forçar la mà dels seus adversaris, els sicaris de Grutter segresten el fill de cinc anys de Jo, Tonio, i el retenen per rescat. El mitjancer de Londres arriba amb la recompensa, després de la qual cosa Tony marxa per rescatar el nen per la força sol, avisant a Jo que és l'única manera que el veuran amb vida. Amb l'ajuda de la Mado, rastreja en Tonio a la casa de camp de Grutter i mata en Rémy i Louis mentre el rescata. En el camí de tornada a París, Tony descobreix que Jo s'ha trencat sota la pressió i ha acceptat reunir-se amb Grutter a casa seva amb els diners. Quan arriba Jo, Grutter li diu que Tony ja ha arrabassat el nen i el mata. Uns segons massa tard per salvar el seu amic, Tony és ferit mortalment per Grutter, però el mata mentre Grutter intenta fugir amb el botí. Sagnant profusament, Tony condueix de manera maniàtica de tornada a París i el porta a casa en Tonio sano i salvo abans de morir al volant mentre la policia i els espectadors s'acosten a ell i una maleta plena de 120 milions de francs en efectiu. La dona de Jo, Louise, treu el seu fill del cotxe i deixa la maleta i el cos a la policia.

## Repartiment
- Jean Servais com Tony "le Stéphanois": un gàngster que fa poc va tornar de complir cinc anys de presó per robatori de joies. El membre més gran del robatori, Tony és el padrí de l'homònim Tonio, fill de Jo "le Suédois".
- Carl Möhner com a Jo "le Suédois": un jove gàngster suec. Jo convida en Tony al robatori.
- Robert Manuel com a Mario Ferrati: un gàngster italià  alegre que va tenir la idea original d'un robatori de joies.
- Jules Dassin com a César "le Milanais": un expert en caixes de seguretat contractat per Tony amb una debilitat per les dones. Dassin va fer el paper sota el pseudònim de Perlo Vita.[5]
- Magali Noël com a Viviane: una cantant de club nocturn que s'involucra amb César "le Milanais"; ella canta la cançó del títol de la pel·lícula.
- Claude Sylvain com a Ida: la dona de Mario Ferrati
- Marcel Lupovici com a Pierre Grutter: líder de la colla Grutter i propietari de la discoteca L'Âge d'Or.
- Robert Hossein com a Rémy Grutter: membre de la banda Grutter, addicte a l'heroïna.
- Pierre Grasset com a Louis Grutter: membre de la colla Grutter.
- Marie Sabouret com a Mado: l'antic amant de Tony "le Stéphanois".
- Dominique Maurin com a Tonio, el fill petit de Jo "le Suédois".
- Janine Darcey com a Louise, la dona de Jo i la mare de Tonio.

## Producció

### Desenvolupament
La pel·lícula Rififi havia de ser dirigida originalment per Jean-Pierre Melville, una lluminària posterior del gènere de la pel·lícula de robatoris. Melville va donar la seva benedicció al director estatunidenc Jules Dassin quan aquest últim li va demanar permís per prendre el timó. Va ser la primera pel·lícula de Dassin en cinc anys. Havia estat a la llista negra a Hollywood després que el seu company Edward Dmytryk el va nominar com a comunista al House Un-American Activities Committee l’abril de 1951. Posteriorment, Dassin va intentar reconstruir la seva carrera a Europa. Diversos projectes cinematogràfics d'aquest tipus van ser aturats gràcies a esforços a llarga distància pel govern dels EUA. Dassin va intentar una pel·lícula L'Ennemi public numero un, que es va aturar després que les estrelles Fernandel i Zsa Zsa Gabor es va retirar sota la pressió estatunidenca. Un intent de filmar una adaptació de Mastro-don Gesualdo de Giovanni Verga a Roma va ser aturat per l'Ambaixada dels EUA. Dassin va rebre una oferta d'un agent a París on va conèixer el productor Henri Bérard que havia adquirit els drets de la popular novel·la criminal d'Auguste Le Breton Du Rififi chez les hommes. Bérard va triar Dassin per el gran èxit a França de la pel·lícula anterior de Dassin The Naked City.
Utilitzant el seu anglès nadiu, Dassin va escriure el guió de Rififi en sis dies amb l'ajuda del guionista René Wheeler, que posteriorment va agafar el material i el va traduir al francès. Dassin odiava la novel·la; li va repel·lir el tema racista de la història en què els gàngsters rivals eren àrabs foscos i nord-africans enfrontats amb europeus de pell clara. A més, el llibre mostrava esdeveniments inquietants com la necrofília, escenes que Dassin no sabia com portar a la pantalla gran. Bérard va suggerir fer la banda estatunidenca rival, suposant que Dassin l’aprovaria. Dassin estava en contra d'aquesta idea, ja que no volia ser acusat de venjar-se obliquament a la pantalla. Dassin va restar importància a l'ètnia dels gàngsters rivals en el seu guió, simplement escollint com a cognom el germànic "Grutter". El canvi més gran del llibre va ser l'escena del robatori, que només abastava deu pàgines de la novel·la de 250 pàgines. Dassin va centrar el seu guió en això per superar altres esdeveniments amb els quals no sabia què fer. Tal com es va produir, l'escena ocupa una quarta part del temps d'execució de la pel·lícula i està rodada només amb un so natural sense paraules ni música.

### Rodatge
Amb un pressupost de 200.000 dòlars, Dassin no podia permetre's les millors estrelles per a la pel·lícula. Per al paper principal, Dassin va seleccionar Jean Servais, un actor la carrera del qual s'havia enfonsat a causa de l'alcoholisme. Per al gàngster italià Mario Ferrati, Dassin va cridar Robert Manuel després de veure'l fer un paper còmic com a membre de la Comédie-Française. Després d'un suggeriment fet per l'esposa del productor de la pel·lícula, Dassin va seleccionar Carl Möhner com a Jo el suec. Dassin tornaria a utilitzar Möhner a la seva propera pel·lícula Celui qui doit mourir. El mateix Dassin va interpretar el paper de  César el Milanès. Dassin va explicar en una entrevista que "havia cridat un molt bon actor a Itàlia, el nom del qual se m'escapa, però mai va aconseguir el contracte!... Així que em vaig haver de posar el bigoti i fer-me el paper jo mateix".
Rififi es va rodar durant l'hivern a París i utilitzava ubicacions reals en lloc de platós d'estudi. A causa del baix pressupost, les ubicacions van ser explorades pel mateix Dassin. La tarifa de Dassin per escriure, dirigir i actuar era de 8.000 dòlars EUA. El dissenyador de producció de Dassin, a qui es referia com "un dels homes més grans de la història del cinema", era Alexandre Trauner. Per amistat amb Dassin, Trauner va treballar a la pel·lícula per molt pocs diners. Dassin va discutir amb el seu productor Henri Bérard sobre dos punts: Dassin es va negar a rodar la pel·lícula quan hi havia llum solar al·legant que ell " només volia gris"; i no hi hauria d'haver baralles a cops a la pel·lícula. Aquestes escenes de lluita havien estat importants per a l'èxit popular a França de la sèrie de pel·lícules Lemmy Caution.
L'escena del robatori de Rififi es va basar en un robatori real que va tenir lloc l'any 1899 al carrer St-Louis de Marsella. Una banda va irrompre a les oficines del primer pis d'una agència de viatges, va fer un forat al terra i va utilitzar un paraigua per agafar les runes per tal de sortir amb el contingut de la joieria de sota. L'escena en què Tony decideix, lamentablement, matar César per la seva traïció al codi de silenci dels lladres es va filmar com una al·lusió a com es van sentir Dassin i altres després de trobar els seus contemporanis disposats a donar noms al Comitè d'Activitats Antiamericanes. This act was not in the original novel.

### Música i títol

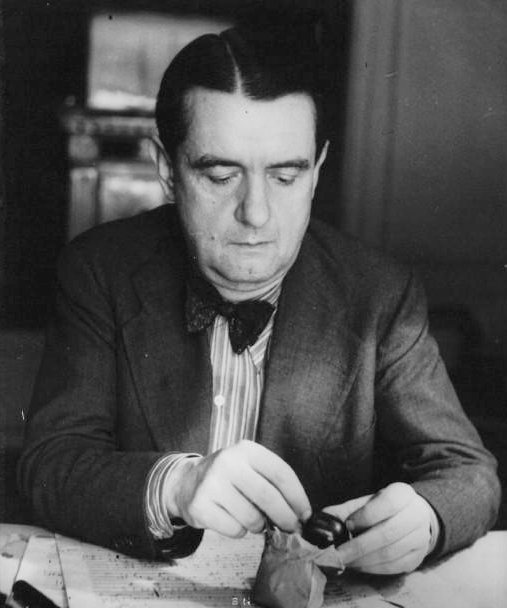
El compositor Georges Auric (a la foto) i el director Jules Dassin inicialment no estaven d'acord sobre si s'havia de tenir música durant l'escena del robatori.

Georges Auric va ser contractat com a compositor per a la pel·lícula. En principi, Dassin i Auric no es podien posar d'acord a l'hora d'anotar l'escena d’intriga de mitja hora. Després que Dassin li digués a Auric que no volia música, Auric va afirmar que "[el] protegiré. Escriuré la música per a l'escena de totes maneres, perquè necessites estar protegit". Després d'acabar el rodatge, Dassin va mostrar la pel·lícula a Auric una vegada amb música i una altra sense. Després, l'Auric va acceptar que l'escena no s'havia de musicar.
El 2001, Dassin va admetre que es va penedir una mica del tema "Rififi", que només s'utilitzava per explicar el títol de la pel·lícula que mai no s'esmenta per cap altre personatge de la pel·lícula. El títol (argot militar farncès de la Guerra Mundial) gairebé no es pot traduir a l'anglès; els intents més propers han estat "aspra i caigut" i "batalla campal". Dassin va pensar erròniament que l'autor havia creat ell mateix la paraula per referir-se als berbers marroquins a causa de la Guerra del Rif. La cançó va ser escrita en dos dies pel lletrista Jacques Larue i el compositor Philippe-Gérard després que Dassin acceptés una proposta de Louiguy. Magali Noël va ser elegida com Viviane, que canta el tema principal de la pel·lícula. Noël actuaria més tard per al director italià Federico Fellini, apareixent en tres de les seves pel·lícules.

## Llançament
Rififi va debutar a França el 13 d'abril de 1955. La pel·lícula va ser prohibida en alguns països a causa de la seva escena de robatori, a la qual fa referència el crític de Los Angeles Times com a "classe magistral tant d'innovació com de cinema". El ministeri de l'Interior mexicà va prohibi] la pel·lícula a causa d'una sèrie de robatoris que imitaven l'escena del robatori. Rififi va ser prohibit a Finlàndia el 1955 i es va publicar en forma severament retallada el 1959 amb un impost addicional pel seu contingut. En resposta als crítics que van veure la pel·lícula com un procés educatiu que ensenyava a la gent a cometre robatoris, Dassin va afirmar que la pel·lícula mostrava el difícil que era realment cometre un delicte.
Rififi va ser un èxit popular a França i va donar lloc a diverses altres pel·lícules de Rififi basades en les històries de Le Breton com Du rififi chez les femmes (1959), Du rififi à Tokyo (1963), i Du rififi à Paname (1966). En el seu llançament al Regne Unit, Rififi es va emparellar amb la pel·lícula de ciència-ficció britànica L'experiment del Dr. Quatermass com a doble sessió; aquesta va ser l'estrena de sessió doble més reeixida als cinemes del Regne Unit durant tot el 1955. Es va oferir la distribució de la pel·lícula als Estats Units amb la condició que Dassin renunciés al seu passat, declarant que va ser enganyat en associacions subversives. En cas contrari, el seu nom seria eliminat de la pel·lícula com a escriptor i director. Dassin es va negar i la pel·lícula va ser estrenada per United Artists que va crear una corporació simulada com a empresa distribuïdora. La pel·lícula es va distribuir amb èxit a Amèrica amb Dassin a la llista de crèdits; d'aquesta manera va ser el primer a trencar la llista negra de Hollywood. Rififi es va estrenar primer als Estats Units amb subtítols. i després amb un doblatge en anglès sota el títol Rififi...Means Trouble!. El pel·lícula va ser desafiada a l'estrena per la La Legió Catòlica Romana de Decència; com a resultat, la pel·lícula va patir tres breus retallades i es va obrir amb una targeta de títol que citava el Llibre dels Proverbis que deia "Quan els malvats es multipliquin, el crim es multiplicarà, però els justos veuran la seva caiguda". Després d'aquest canvi, la pel·lícula va passar amb una qualificació B. El 2005, Variety va anunciar que Stone Village Pictures havia adquirit els drets de remake de Rififi, els productors tenen la intenció de situar la pel·lícula en un entorn modern amb Al Pacino fent el paper principal.

### Mitjans domèstics
A Amèrica del Nord, Rififi s'ha publicat tant en VHS com en DVD. La impressió VHS ha estat revisada negativament per la crítica. Roger Ebert s'hi va referir com a "en mal estat", mentre que Bill Hunt i Todd Doogan, els autors de The Digital Bits Insider's Guide to DVD, es van referir a la versió VHS com "horrible" i amb "subtítols llardosos". The Criterion Collection va llançar una versió DVD de la pel·lícula el 24 d'abril de 2001. Al Regne Unit, Rififi va ser llançat en DVD per Arrow Films el 21 d'abril de 2003, i a la Regió B Blu-ray pel mateix editor el 9 de maig de 2011. La pel·lícula es va llançar en Blu-Ray i es va tornar a llançar en DVD a la Regió 1 per Criterion el 14 de gener de 2014.

## Recepció crítica
A la seva estrena original, el crític de cinema i futur director François Truffaut va elogiar la pel·lícula, afirmant que "De la pitjor novel·la policial que he llegit mai, Jules Dassin ha fet la millor pel·lícula policial que jo he vist mai" i "Tot a Le Rififi és intel·ligent: el guió, els diàlegs, els decorats, la música, l'elecció dels actors. Jean Servais, Robert Manuel i Jules Dassin són perfectes." El crític francès André Bazin va dir que Rififi va aportar al gènere una "sinceritat i humanitat que trenquen amb les convencions d'una pel·lícula criminal i aconsegueixen tocar-nos el cor". Al número de febrer de 1956 de la revista de cinema francesa Cahiers du cinéma, la pel·lícula figurava com a número tretze de les vint millors pel·lícules de 1955. La pel·lícula va ser ben rebuda pels crítics britànics que van assenyalar la violència de la pel·lícula en la seva estrena inicial. The Daily Mirror es va referir a la pel·lícula com a "brillant i brutal", mentre que el Daily Herald va assenyalar que ''Rififi faria que els intents nord-americans de brutalitat a la pantalla semblin una festa del te a la ciutat de la catedral". L'estrena estatunidenca de la pel·lícula també va rebre elogis. Bosley Crowther de The New York Times es va referir a la pel·lícula com "potser la pel·lícula de delinqüència més intensa que mai va arribar de França, inclosa "Pépé le Moko" i algunes de les millors de Louis Jouvet i Jean Gabin." El National Board of Review va nominar la pel·lícula com a millor pel·lícula estrangera del 1956..
Rififi es va tornar a publicar per una tirada limitada a Amèrica el 21 de juliol de 2000 en una nova impressió de 35 mm que contenia subtítols nous i més explícits que es van millorar en col·laboració amb Dassin. La pel·lícula va ser molt ben rebuda per la crítica nord-americana en la seva reestrena. El lloc web de classificació de pel·lícules Rotten Tomatoes va informar que el 93% dels crítics havien donat ressenyes positives a la pel·lícula, basant-se en una mostra de 41. A Metacritic, que assigna una puntuació estàndard sobre 100 a les ressenyes dels principals crítics, la pel·lícula ha rebut una mitjana de 97, basada en 13 ressenyes.
Kenneth Turan, del Los Angeles Times, va escriure que la pel·lícula era el "punt de referència amb què s'han mesurat totes les pel·lícules de robatoris successives... És una pel·lícula la influència de la qual és difícil d'exagerar, una que demostra no ser l'última vegada que és més fàcil entrar en una caixa forta que entendre els misteris del cor humà." Lucia Bozzola de la base de dades en línia Allmovie va donar a la pel·lícula la valoració més alta possible de cinc estrelles, anomenant-la "El cim de les pel·lícules de robatoris" i "no sols un dels millors noirs francesos, sinó una de les millors pel·lícules del gènere". El 2002, el crític Roger Ebert va afegir la pel·lícula a la seva llista de "Grans pel·lícules" afirmant que "es poden trobar ressons de [Rififi] a Atracament perfecte de Kubrick a Reservoir Dogs de Tarantino. Ambdues deuen alguna cosa a La jungla d'asfalt (1950) de John Huston, que té la idea general però no l'atenció als detalls."
Rififi ocupa el número 90 de la llista Empire de les 100 millors pel·lícules del cinema mundial.
Entre les crítiques negatives de la pel·lícula, Dave Kehr del Chicago Reader va considerar que "la pel·lícula es torna moralista i amarga a l'última meitat, quan els lladres cauen."
El crític i director Jean-Luc Godard va considerar la pel·lícula negativament en comparació amb altres pel·lícules franceses de crims de l'època, assenyalant el 1986 que "avui no es pot comparar a Touchez pas au grisbi que li va obrir el camí, i molt menys a Bob le flambeur."